# Léon Coeckelberg
Léon H. Coeckelberg (1882 — 1950) foi um ciclista belga. Léon representou seu país, Bélgica, em três provas de ciclismo de pista nos Jogos Olímpicos de Verão de 1908.
Foi irmão de Guillaume Coeckelberg (ciclista, 1885 — 1953)